# Artillero solitario de Flesquières

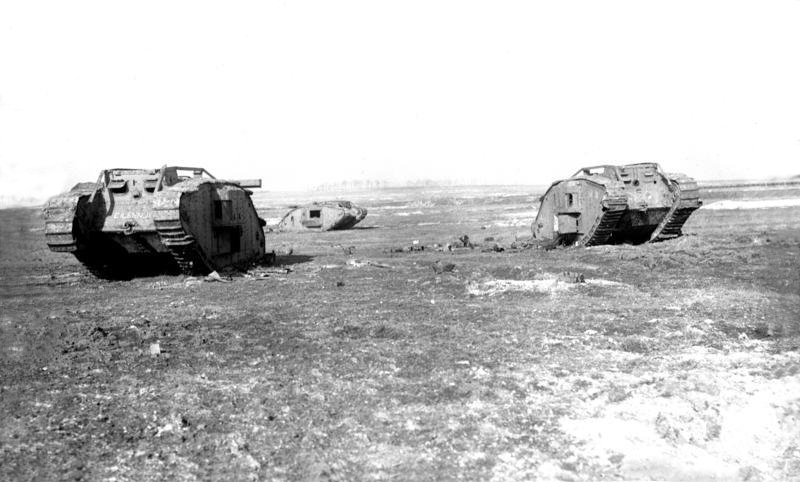
Tanques británicos Mark I destruidos en Cambrai.

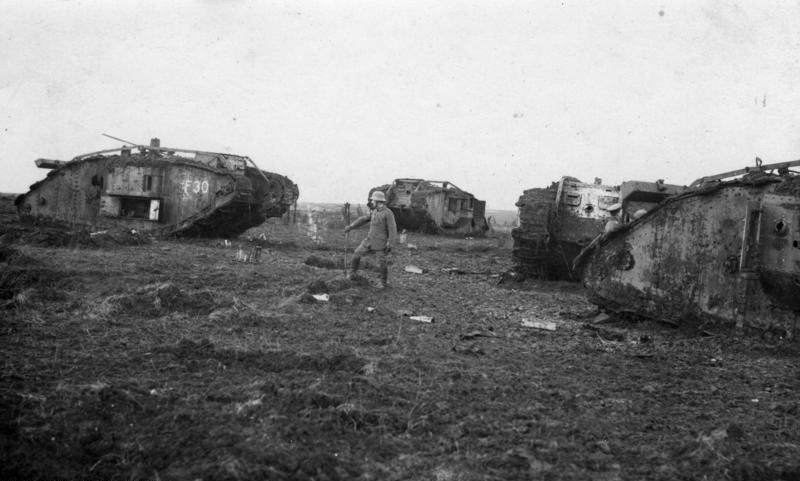
Un soldado alemán en Cambrai con tanques británicos inutilizados.

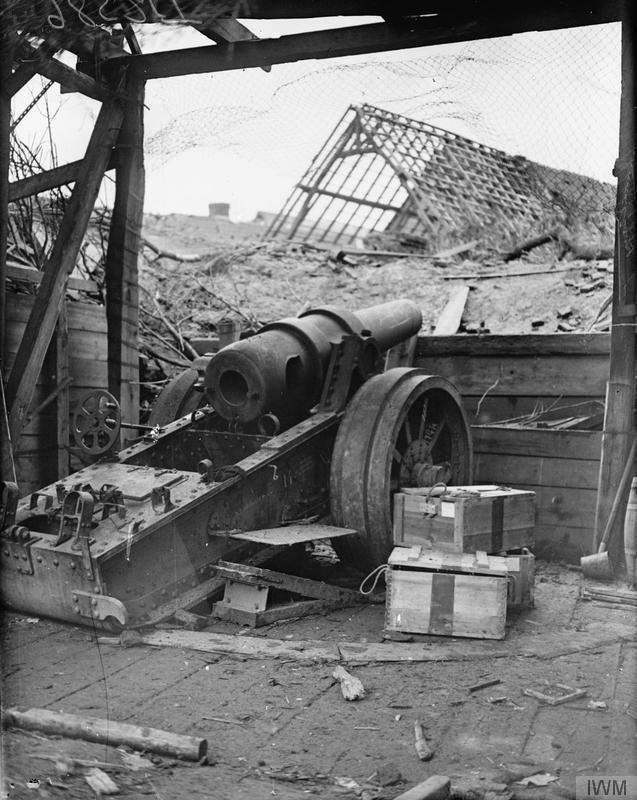
Una pieza de artillería de campaña alemana capturada en Flesquières.

El artillero solitario de Flesquières es un oficial alemán posiblemente mítico al que se le atribuye la destrucción de hasta 16 tanques británicos en Flesquières, Francia, durante el primer día de la Batalla de Cambrai el 20 de noviembre de 1917. Los tanques británicos generalmente tuvieron éxito en sus ataques el 20 de noviembre, excepto en Flesquières, donde muchos fueron dejados inhabilitados por la artillería alemana. El comandante en jefe británico, el mariscal de campo Sir Douglas Haig, visitó el campo de batalla dos días después y un oficial británico le dio un relato que decía que muchos de los tanques fueron destruidos por un solo oficial de artillería alemán que se había quedado con su arma cuando sus hombres huyeron y fue muerto en su puesto. Haig incluyó el relato en su despacho de marzo de 1918 sobre la batalla. Proporcionó una excusa conveniente para el fracaso en el progreso en Flesquières y un recordatorio para sus hombres de la importancia de una estrecha cooperación entre la infantería y los tanques.
La historia se volvió a contar en varias obras después de la guerra, aunque la historia oficial británica de la batalla y otras obras la han etiquetado como un mito. En la era de la posguerra, los alemanes, particularmente el Partido Nazi, estaban ansiosos por celebrar al artillero solitario como un héroe y se hicieron esfuerzos para identificarlo. En 1929, un trabajo del ferviente teniente nazi Erwin Zindler identificó al Unteroffizier Johannes Joachim Theodor Krüger de la Batería N.º 8, 108.º Regimiento de Artillería de Campaña, como el artillero solitario. Esta identificación puede ser espuria; Krüger resultó gravemente herido en la batalla y murió en cautiverio británico el 10 de diciembre. Antiguos miembros del 108.º Regimiento de Artillería de Campaña sugirieron al teniente Behrmann, comandante de la Batería N.º 9, como un candidato más probable, aunque su unidad tenía su base en Marcoing el día de la acción.

## Trasfondo
Frustrados por el estancamiento de la guerra de trincheras, los británicos habían desarrollado el tanque como un arma para romper las líneas defensivas alemanas. Se desplegó por primera vez en la Batalla del Somme en septiembre de 1916, pero era propenso a atascarse en el barro. El comandante del Cuerpo de Tanques, el general de brigada Hugh Elles, propuso un ataque en el suelo calcáreo más firme cerca de Cambrai, que había visto pocos combates y cuyo suelo no estaba atravesado por agujeros de proyectiles. Las líneas alemanas aquí estaban fuertemente fortificadas y, se pensaba que era poco probable que fueran atacadas, tripuladas por unidades que se recuperaban de las bajas sufridas en otras partes de la línea del frente.
A las 6:20 am del 20 de noviembre de 1917, se lanzó un ataque británico, precedido por un breve bombardeo de artillería. Incluía 500 tanques y hombres de 8 divisiones de infantería y 5 de caballería. El ataque fue un éxito al este de Flesquières, con la línea alemana invadida y los tanques empujando 5 millas (8 km) hacia atrás. En Flesquières, donde la línea alemana estaba protegida por una cresta, el mayor general George Harper, al frente de la 51.ª División de las Tierras Altas, optó por mantener a su infantería atrás y envió los tanques hacia adelante sin apoyo. Los tanques sufrieron mucho por el fuego de la artillería de campaña alemana, con dieciséis inutilizados.
Se realizaron más avances en otras partes del frente en los días siguientes, pero los refuerzos alemanes se apresuraron a Cambrai y los contraataques del 30 de noviembre revirtieron muchas de las pérdidas territoriales. La batalla terminó el 6 de diciembre. Los británicos habían ganado poco terreno, pero demostraron que el tanque podía romper las líneas defensivas más fuertes.

## Mito
El comandante en jefe británico, el mariscal de campo Sir Douglas Haig, pensó que el hecho de no penetrar la línea alemana en Flesquières había impedido un avance más amplio que podría haber sido aprovechado por su caballería. Visitó el campo de batalla el 22 de noviembre y vio 12 tanques británicos inhabilitados. A Haig se le pasó el relato de un testigo presencial que decía que los tanques fueron eliminados por una sola batería alemana. El relato decía que los artilleros habían huido de los tanques, pero un solo oficial alemán se mantuvo firme y, reuniendo a algunos hombres, pudo manejar un arma y desactivar 8 o 9 tanques británicos. Otros relatos indicaron que el oficial manejaba el arma por su cuenta y le atribuyen entre 5 y 16 derribos de tanques.
El único relato que afirma haber presenciado el cuerpo del oficial con un arma fue el del Capitán Geoffrey Dugdale, un oficial de estado mayor de la 60.ª Brigada en la 20.ª División (Ligera), que vio la línea alemana capturada en la tarde del 20 de noviembre. Afirmó que «lo primero que encontramos fue una batería de campaña alemana, todos los cañones fuera de servicio a excepción de uno. Junto a esto yacía un solo oficial alemán, completamente muerto. Frente a él había cinco tanques, que evidentemente había logrado derribar él mismo, con una sola mano, con su arma. Un hombre valiente». El relato de Dugdale fue uno de los que le pasaron a Haig. La unidad de Dugdale estaba estacionada en Villers-Plouich, a unas 3 millas (5 km) al sur de Flesquières, aunque la historia puede haberse asociado con este último lugar, ya que fue donde se sufrió la mayor pérdida de tanques británicos. Incluso el relato de Dugdale no ofrece evidencia real de que el oficial manejara el arma solo, ya que sus camaradas podrían haber huido en lugar de ser asesinados junto a él.
Un relato de un oficial del 1.er batallón de las Guardias galesas, el 24 de noviembre, señaló que su comandante de brigada les ordenó encontrar el cuerpo del oficial alemán, declarado aquí como mayor, y enterrarlo. A pesar de que se llevó a cabo una búsqueda, el cuerpo no pudo ser localizado.
Haig anotó en su diario que el artillero solitario podría haber contabilizado como máximo nueve tanques. Sin embargo, vio la historia como un buen recordatorio para sus hombres de la importancia de que la infantería operara en estrecha cooperación con los tanques para actuar como escaramuzadores para realizar reconocimientos y despejar las posiciones de artillería alemana.
La historia le dio a Haig una excusa conveniente por la falta de éxito en Flesquières y brindó cierto consuelo a las tripulaciones de tanques británicos que no habían logrado abrirse paso. En realidad, la 54.º División de Infantería opuesta se había involucrado recientemente en un entrenamiento antitanque específico, lo que podría explicar su mayor éxito en resistir el ataque británico que otras unidades alemanas.
Haig incluyó el relato del artillero solitario en su despacho sobre la batalla, publicado en el London Gazette el 1 de marzo de 1918 y ampliamente cubierto en periódicos contemporáneos. Es de suponer que Haig pretendía que la historia explicara el revés en Flesquières, aunque el general de división J. F. C. Fuller, que ayudó a planificar el ataque, estaba molesto porque Haig lo había incluido. Haig también fue criticado por elogiar la valentía del artillero solitario sin elogiar también la de sus tripulaciones de tanques. También se sugirió que el relato de Haig podría elevar la moral alemana y llevar a cuestionar el valor militar de los tanques, si tantos pudieran caer ante una sola pieza de artillería.

## Legado
Después de la guerra, la historia del artillero solitario se contó en muchas memorias e historias, incluidas las memorias de 1931 del jefe de inteligencia de Haig, el general de brigada John Charteris, la historia del frente occidental de Sir Arthur Conan Doyle (publicada entre 1916 y 1920) y el recuento de la historia de la guerra de Philip Gibbs de 1920. Gibbs proporciona un relato de un soldado de las Tierras Altas que mató al artillero solitario con un golpe de bayoneta, después de decir «eres un hombre valiente pero tienes que morir». Otros relatos fueron objeto de conferencias del ejército británico en 1935 y en artículos, escritos por el comandante Archibald Becke, en el Journal of the Royal Artillery.
En los años de la posguerra, algunos escritores británicos intentaron desacreditar la historia. Esto incluyó al oficial del Cuerpo de Tanques, Mayor Frederick Hotblack, que había pasado por la escena de la acción el 21 de noviembre y notó que las posiciones de los tanques inutilizados hacían imposible que una solo arma, o incluso una sola batería de armas, hubiera contabilizado por todas. Señala que si se encontró a algún oficial en la batería, bien podría haber sido un comandante de infantería alemán herido, llevado a la relativa seguridad de la posición del arma. El Capitán Wilfred Miles, autor de la historia oficial de la Batalla de Cambrai del gobierno británico, intentó resolver el asunto. Encontró muchos relatos contradictorios y notó un intento de Elles de investigar el incidente, incluido el enlace con el historiador oficial alemán de la batalla. Elles no pudo corroborar la historia y la historia de Miles la registra como una leyenda.
Los alemanes, en particular el Partido Nazi, estaban ansiosos por celebrar al artillero solitario como un ejemplo de heroísmo en el ejército alemán, pero lucharon por identificar al hombre, ya que habían perdido a muy pocos oficiales de artillería el primer día de la batalla. La atención oficial se centró en el 108.º Regimiento de Artillería de Campaña, que había sido destinado a Flesquières. El relato del artillero solitario no se menciona en la historia del regimiento de 1919 del teniente Erwin Zindler, aunque sus memorias personales de 1929 incluyen la acción y se la atribuyen al Unteroffizier Johannes Joachim Theodor Krüger de la Batería No. 8. Zindler era para entonces un ferviente nazi y su lealtad al partido y su fuerte nacionalismo pueden haberlo llevado a informar falsamente sobre la acción. Zindler admite que Krüger, como suboficial, no concuerda con los relatos británicos de un oficial de artillería solitario, pero afirma que después de conversaciones con el comandante de la Batería No. 8, el teniente Behrmann, él era el único hombre que encajaba en las circunstancias. Krüger en realidad sobrevivió a la batalla, gravemente herido por un disparo, y fue hecho prisionero. Murió en un hospital británico cerca de Dieppe el 10 de diciembre y fue enterrado en el cementerio militar de Mont-Huon. La pieza de artillería de Kruger se localizó alrededor de 1 kilómetro (0,6 mi) al este de la refinería de azúcar de Flesquières el primer día de la batalla.
La atribución de Zindler fue ampliamente aceptada en ese momento y ambas partes la cuentan en historias posteriores. La Asociación de Viejos Camaradas del 108.° Regimiento de Artillería de Campaña cuestionó la atribución en 1931, sugiriendo en cambio que el artillero solitario era el teniente Karl Müller de la Batería No. 9, quien murió en acción el 20 de noviembre. La batería de Müller reclamó 12 tanques destruidos el 20 de noviembre, la mayor parte de cualquier batería alemana ese día, pero estaba ubicada en Marcoing, que se encuentra a unas 2 millas (3 km) al este de Flesquières. En 1936 se erigió en Colonia un monumento al artillero solitario. Fue dañado por los bombardeos aliados en la Segunda Guerra Mundial y los ingenieros británicos lo retiraron poco después. Un cuartel lleva el nombre de Krüger en Kusel, pero desde entonces ha cerrado.